# Forte de Bragança
O Forte de Bragança, anteriormente  Presídio de Nossa Senhora da Conceição  localizava-se na margem direita do rio Guaporé, a cerca de dois quilômetros a jusante do local do atual Real Forte Príncipe da Beira, no município de Costa Marques, estado de Rondônia, no Brasil.

## História

### Antecedentes: a Guarda de Santa Rosa
Quando da criação da Capitania do Mato Grosso, em 1748, as instruções da Coroa portuguesa para o seu primeiro Governador e Capitão General, Antônio Rolim de Moura Tavares (1751-1764), foram as de que mantivesse - a qualquer custo - a ocupação da margem direita do rio Guaporé, referida como "a chave do sertão" do Mato Grosso, ameaçado por incursões espanholas e indígenas, oriundas das reduções jesuíticas instaladas à margem esquerda desse rio desde 1743: Sant'Ana, São Miguel e Santa Rosa. Esta última tem a sua fundação atribuída ao padre Atanázio Teodori (BORZACOV, 1981:67).
Tendo tomado as primeiras providências para a defesa da Capitania e atendido as necessidades requeridas pelas demarcações do Tratado de Madrid (1750), o governador Rolim de Moura desceu o rio Guaporé e desalojou a redução espanhola (fortim) de Santa Rosa, que nesse interim, diante da notícia da assinatura do Tratado, havia se deslocado para a margem direita do rio. No local instalou um pequeno posto de vigilância, a Guarda de Santa Rosa (1753) (BORZACOV, 1981:67).
Em represália, cerca de duzentos índios e alguns jesuítas espanhóis, sob o comando do Padre Laines, contra-atacaram essa Guarda (1754), gerando vivos protestos do Governador português, por carta de 17 de junho de 1754 ao Vice-diretor das Missões espanholas, Padre Nicolau Altogrado e, sem que tivesse tido resposta, a novo protesto, solene, a 3 de dezembro desse mesmo ano (s.a., 1983:10).

### O Presídio de Nossa Senhora da Conceição
A partir de então, Rolim de Moura estabeleceu um posto militar em Pedras Negras, procurando militarizar o rio Guaporé, a fim de impedir o estabelecimento dos espanhóis em território português.
Em 1759 (1760 segundo outras fontes), uma nova tentativa de recuperar a margem direita do Guaporé leva forças espanholas a incursionar sobre a posição portuguesa em Santa Rosa Velha, a cuja defesa Rolim de Moura acorreu novamente com forças de Vila Bela. Nesse contexto, a fortificação de Santa Rosa Velha foi transformada em um fortim, com planta no formato pentagonal (BORZACOV, 1981:67). Denominado de Presídio de Nossa Senhora da Conceição, certamente erguido em faxina e terra, era cercado por uma paliçada de madeira e, em poucos anos, se encontrava em ruínas, diante as renovadas incursões espanholas, entre as quais se sobressaiu a de abril de 1762. Na ocasião, forças espanholas, (800 ou 1.200 homens conforme as fontes), em quarenta canoas pelo rio Itonamas, atacaram o forte, guarnecido com cerca de duzentos homens, levando o Governador Rolim de Moura a retirar-se com seu efetivo, em busca de reforços e suprimentos para desalojar os espanhóis. Para esse fim, Rolim de Moura equipou a sua flotilha fluvial de canoas com artilharia leve, solicitando auxílio a Cuiabá, a Vila Boa de Goiás e a Belém do Pará. Suspeitando que a intenção dos espanhóis era a de lhe cortar as comunicações (e suprimentos) de Vila Bela, determinou que um pequeno efetivo de vinte homens, sob o comando do tenente de Dragões Francisco Xavier Tejo, subisse o curso do rio Baurés, atingindo a Missão de San Miguel. Ali foram capturados os padres Juan Romariz e Francisco Espino, rendendo-se com eles um contingente de 600 a 700 indígenas, sem resistência. Daí, o pelotão português partiu para Vila Bela, em busca dos reforços e de víveres necessários. Com eles, Rolim de Moura voltou ao ataque, conseguindo ultrapassar a primeira paliçada do forte, sendo rechaçado na segunda. Após uma hora e meia de combate encarniçado, de parte a parte, os portugueses foram vitoriosos, tendo sofrido vinte e quatro baixas contra mais de uma centena pelo lado espanhol (BORZACOV, 1981:68).
Rolim de Moura foi sucedido no Governo da Capitania pelo seu sobrinho, João Pedro da Câmara (1764-1769). Aproveitando a oportunidade da sucessão, os espanhóis reabriram as hostilidades, concentrando um efetivo considerável (4200 homens segundo o historiador matogrossense Estevão de Mendonça, 8000 segundo João Severiano da Fonseca, cf. OLIVEIRA, 1968:756) às margens do rio Guaporé (outubro de 1765), sob o comando de D. Juan de Pestaña (governador da Real Audiência de Charcas no Alto Peru, atual Sucre na Bolívia, ou da Real Audiência de la Plata) (GARRIDO, 1940:5). Ante a ameaça, o novo governador português solicitou reforços ao Pará, alertou o Capitão-mor de Cuiabá, e guarneceu o sítio das Pedras com quarenta homens, reforçando as defesas do Forte de Nossa Senhora da Conceição (s.a., 1983:11). Neste período a fortificação "tomou forma abaluartada, do sistema Vauban, medindo o corpo principal do forte 40 braças (88 metros) de frente, por 20 (44 metros) de fundo". (OLIVEIRA, 1968:756)

### Do Forte de Bragança aos nossos dias
Novamente arruinada em poucos anos, a estrutura foi reconstruída a partir de 26 de setembro de 1767 (1768 cf. LEVERGER, 1884:360), e rebatizada, em 1769, pelo Governador e Capitão-general Luís Pinto de Sousa Coutinho (1769-1772), como Forte de Bragança (SOUZA, 1885:137).
BARRETTO (1958) informa que, no local onde se ergueu o antigo Forte da Conceição, existia, à época (1958), uma pista de pouso denominada Fazenda Conceição (op. cit., p. 58).